# La Caleta (Málaga)
La Caleta es uno de los barrios en los que se divide administrativamente la ciudad de Málaga, España que pertenece a los distritos Centro y Málaga Este. Geográficamente se encuentra situado en un terreno llano, en una estrecha franja costera enclavado entre las orillas del mar Mediterráneo y el Monte Sancha, en la parte más oriental del distrito Centro. Se trata de un barrio típicamente burgués decimonónico, con multitud de palacetes y caserones que se concentran mayoritariamente en torno al Paseo de Sancha. En el barrio se encuentran también varios edificios de interés como el Gran Hotel Miramar, el Hotel Caleta Palace o el Palacio de la Tinta. La playa de la Caleta, que toma el nombre del barrio, se encuentra también en los límites administrativos del barrio. Según la delimitación oficial de barrios del ayuntamiento, limita con La Malagueta, al oeste, Bellavista, al este, y al norte con los barrios de la Cañada de los Ingleses, Monte Sancha, El Limonar y Miramar, de los que lo separan la Avenida de Príes y el Paseo de Sancha.
La Caleta fue inmortalizada en la obra de Isaac Albéniz Rumores de la Caleta. También en las fotografías que algunos poetas y escritores de la Generación del 27, como Luis Cernuda, se hicieron en su estrecha playa cuando venían por Málaga.

## Historia

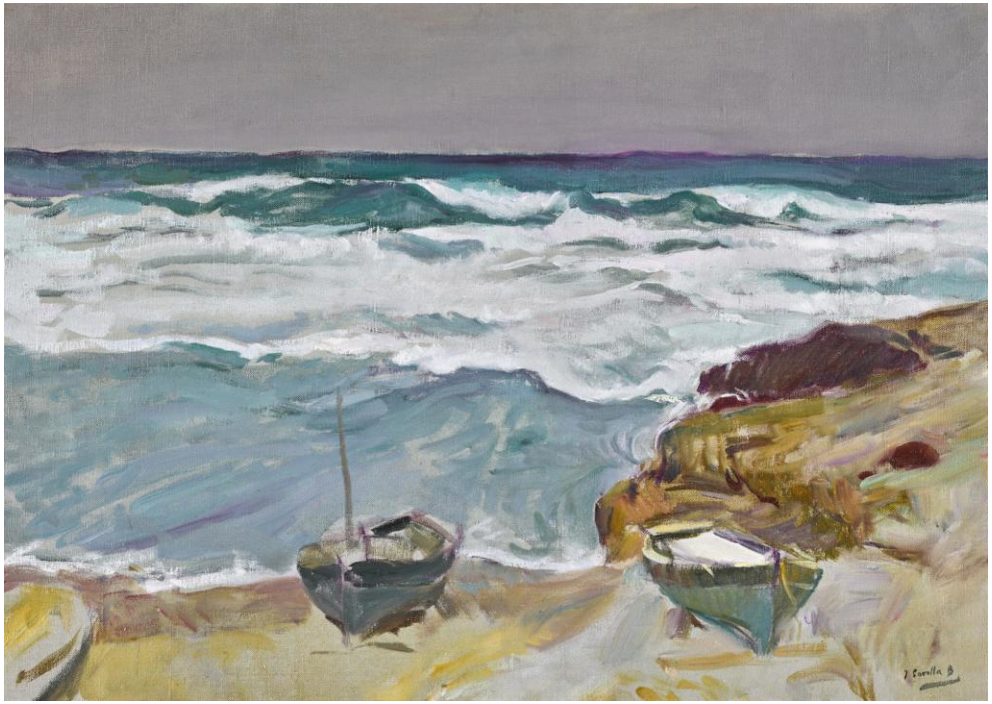
La Caleta de Málaga por Joaquín Sorolla.

Se conoce la existencia de algunas viviendas de pescadores en la zona que ocupa el actual barrio durante la época musulmana. Tras la toma de Málaga por los Reyes Católicos, la zona comenzó a ser conocida como la Caleta del Marqués, por haber sido en este lugar donde instaló su campamento el Marqués de los Vélez durante el asedio. A finales del siglo XVII, se realizaron trabajos para allanar el terreno montañoso, con la creación de una vía arbolada, puentes y rotondas y, ya en el siglo XIX se convirtió en un área recreativa para la celebración de romerías y festejos navideños.
Como otros barrios de la zona este de Málaga, La Caleta comenzó a tomar forma urbana a finales el siglo XIX, cuando fue escogida como zona de residencia de la alta burguesía de la época y empezaron a surgir lujosas villas residenciales que aún forman la tipología edilicia preponderante en el barrio. Desde entonces, y como mezcla entre barrio tradicional marinero y de alto standing se convierte en uno de los barrios de Málaga más conocidos. 
Es particularmente interesante que La Caleta haya quedado inmortalizada en las fotografías que Luis Cernuda se hizo en su playa cuando venía invitado por sus amigos de la revista Litoral y la Generación del 27. Uno de ellos, Bernabé Fernández Canivell, años después seguía manteniendo correspondencia con él y con Emilio Prados, a quien le preparó una casa en el Limonar para que volviera del exilio mejicano, lo que Prados rechazó. La Guerra Civil había roto ese encanto y fue especialmente aciaga en la Caleta y el Limonar donde la mayoría de las villas fueron quemadas la noche del 18 de julio de 1936 en una revuelta popular que, tras apagar el intento de golpe militar, ya había arrasado la calle Larios. Ya en 1934 sucedió en la puerta del hotel un incidente violento cuando el torero El Algabeño fue tiroteado por un anarquista.

## Edificios y lugares de interés

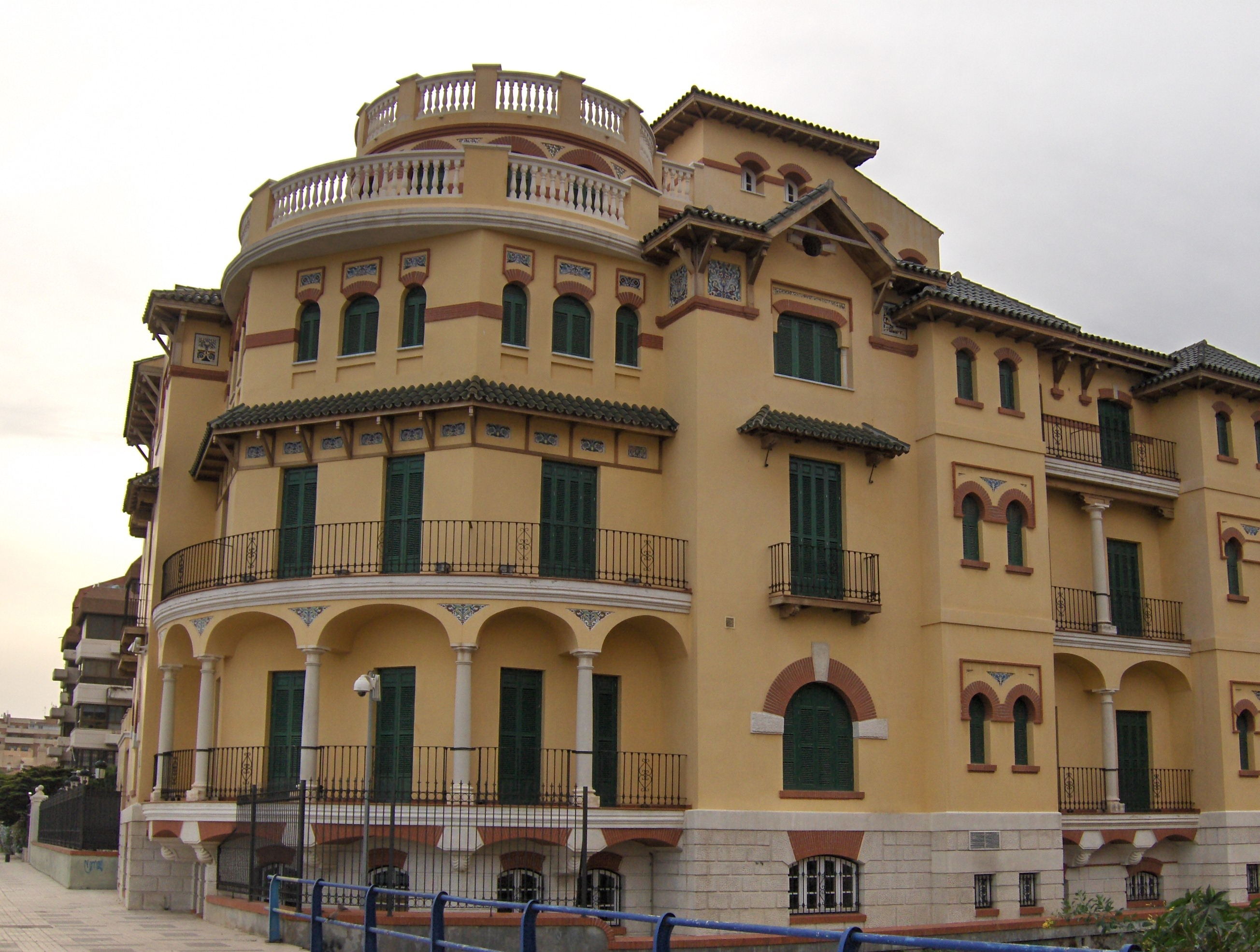
Hotel Caleta Palace.

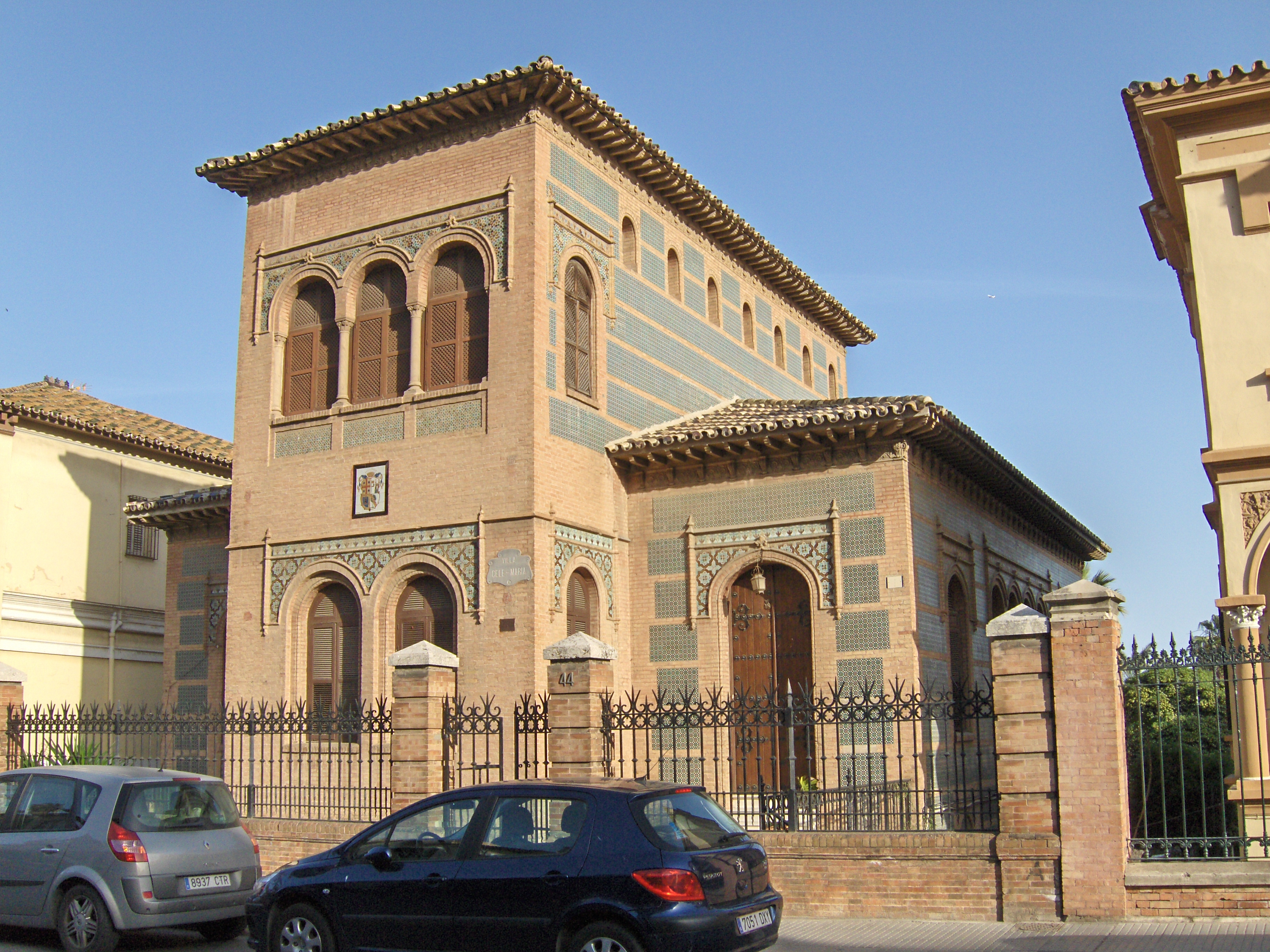
Villa Cele María.

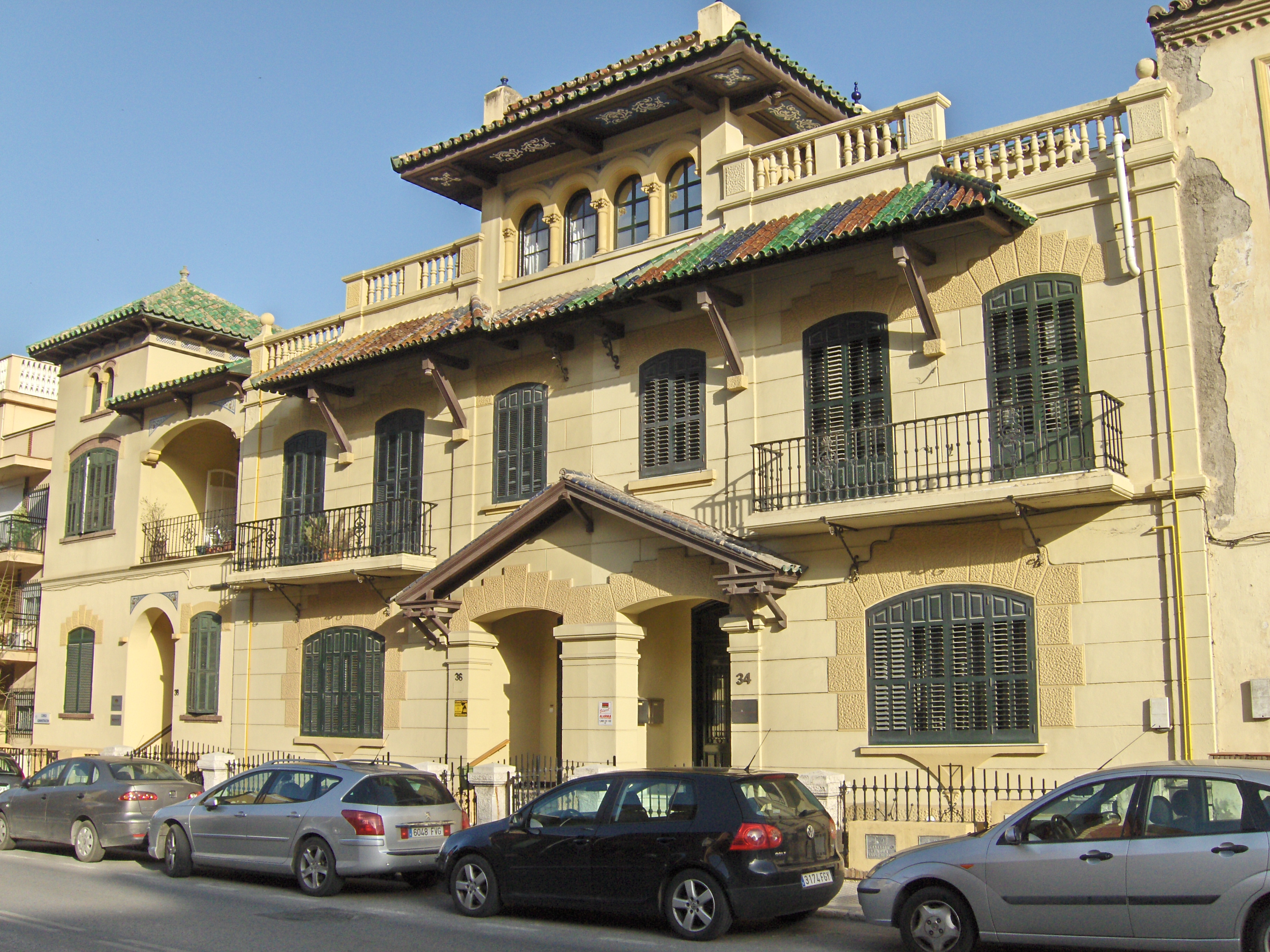
Paseo de Sancha 34 y 36.

### Palacio de Miramar
De estilo modernista, se considera la obra cumbre del arquitecto Fernando Guerrero Strachan, la cual, tras cinco años en construcción, fue inaugurada en 1926 por el rey Alfonso XIII con el nombre "Hotel Príncipe de Asturias". Al proclamarse la II República pasó a denominarse Hotel Miramar. Presenta en su exterior amplios jardines, coloridos aleros y tejados a distinto nivel y una fachada con una vistosa policromía de cerámicas, forja y madera. En su interior hay un patio cuadrado donde conviven motivos árabes y de otros estilos como el plateresco salmantino o el isabelino francés. Destacan la policromía de su fachada combinando el color ocre con el beige de las pilastras almohadilladas, así como el colorismo de los tejados, aleros y decoración cerámica. Durante la guerra civil española fue convertido en hospital, reanudándose la actividad hotelera hasta 1967. Tras varias décadas cerrado, fue reformado para convertirse en Palacio de Justicia de Málaga, donde tuvieron lugar algunos juicios célebres de los años 1990 y primeros 2000, como los que encausaron a Jesús Gil y Gil o a Dolores Vázquez por el asesinato de Rocío Waninkof. Sólo recientemente fue adquirido por la cadena Santos para ser reabierto como Gran Hotel Miramar, habiendo servido a eventos tan mediáticos como alfombra roja del Festival de Cine de Málaga o la gala de los premios Goya del cine español.

### Hotel Caleta Palace
El antiguo Hotel Caleta Palace está situado en el número 64 del Paseo de Sancha, con la fachada sur dando al Paseo Marítimo Pablo Ruíz Picasso, en el solar donde estuvo ubicado el hotel Hernán Cortés y, anteriormente, una de las muchas ventas (llamadas ventorrillos) que aprovechaban este camino de salida de Málaga donde eran habituales los flamencos. Se trata de una obra de Fernando Guerrero Strachan, autor de otros notables inmuebles en la ciudad. Fue construido en los años 1920 y se adscribe al estilo regionalista de la época. Es uno de los escasos hoteles que se conservan de esa época en Málaga, aunque desde 1943 funcionó como hospital (Hospital "Francisco Franco", popularmente conocido como "el 18 de julio") hasta 2007, cuando pasó a depender de la Administración Autonómica, siendo finalmente cedido al Gobierno Central para alojar a la Subdelegación del Gobierno en Málaga. Con planta de L y patio ajardinado, el edificio se desarrolla en tres alturas. La decoración es la típica de Guerrero Strachan, con tejas vidriadas, cerámica y juego de volúmenes.
Siendo hotel Hernán Cortés, British pensión como se anunciaba, acogió como huéspedes veraneantes a los granadinos Manuel de Falla y a la familia de Federico García Lorca, lo que favoreció su amistad con los poetas malagueños de la Generación del 27, especialmente con Emilio Prados, con quien coincidiría en la madrileña Residencia de Estudiantes. Una placa en su fachada recuerda estas visitas y un reciente libro recopila los 100 años de historia del edificio.
Otros invitados ilustres fueron Buster Keaton, Imperio Argentina o Victoria Kent. En su puerta tuvo lugar en el verano de 1934 el atentado contra el rejoneador sevillano El Algabeño, quien había tenido un desencuentro por motivos políticos con unos anarquistas que le descerrajaron varios tiros en la entrada del hotel.
Durante la guerra civil española sirvió de alojamiento a militares, periodistas y refugiados de ambos bandos: en los primeros 7 meses, de julio de 1936 a febrero de 1937, escritores como Arthur Koestler, que se acompañaba de la reportera noruega Gerda Grepp, pilotos y asesores soviéticos; después del 8 de febrero de 1937, a militares italianos y, en general, afines al bando franquista. Mantuvo el glamour de los años 1920 que le había convertido en habitual de las galas de la comunidad extranjera en Málaga, algunos de cuyos miembros vivían en las villas del Limonar, como el británico Sir Peter Chalmers-Mitchell, el norteamericano Edward Norton o la abogada y escritora Mercedes Formica, fiel al martini seco que servían en el "American Bar" del hotel Caleta Palace.
Caleta Palace es también el título de una película que combina documental y ficción que recupera ese ambiente internacional de Málaga en los años 1920-30 con los testimonios de algunos extranjeros que vivieron o pasaron por Málaga durante los primeros siete meses de Guerra Civil, dejando escritas sus impresiones en libros y diarios muy emotivos. Dirigida por José Antonio Hergueta, con guion coescrito con Regina Álvarez, tiene como intérpretes a Miguel Rellán, Pedro Casablanc, Nadia De Santiago, Miguel Hermoso, Fernando Ramallo, Amparo Pamplona, Ana del Arco y Pepe Viyuela. 

### Villa Cele María
Es una vivienda de estilo neomudéjar situada en el Paseo del Sancha. El edificio destaca por la profusión de cerámica vidriada utilizada para su decoración y la inspiración granadina de su volumetría. Fue construido en el último tercio del siglo XIX según los planos del ingeniero José María de Sancha, que lo utilizó como su propia vivienda.

### Paseo de Sancha 34 y 36
Viviendas pareadas de estilo regionalista de principios del siglo XX, obra de Fernando Guerrero Strachan. Se distinguen por sus elementos ornamentales de gusto burgués. Presentan una perfecta simetría, con tejado a dos aguas y arcos rebajados decorando las ventanas. Destaca el torreón central con su tejado de cerámica vidriada. Ambas cuentan con protección arquitectónica I.

### Casas de Cantó
Conjunto de viviendas situado en el Paseo Marítimo, junto al Palacio Miramar. Se trata de una obra de los arquitectos Fernando García Mercadal y Pablo Cantó, iniciada en 1941. Se adscribe al estilo de la arquitectura de la autarquía, típico de los años de la posguerra. El conjunto tiene planta en tridente, con dos grandes espacios comunes abiertos al mar. De carácter severo y funcional, la decoración recupera elementos escurialenses y de la Catedral de Málaga.

## Transporte

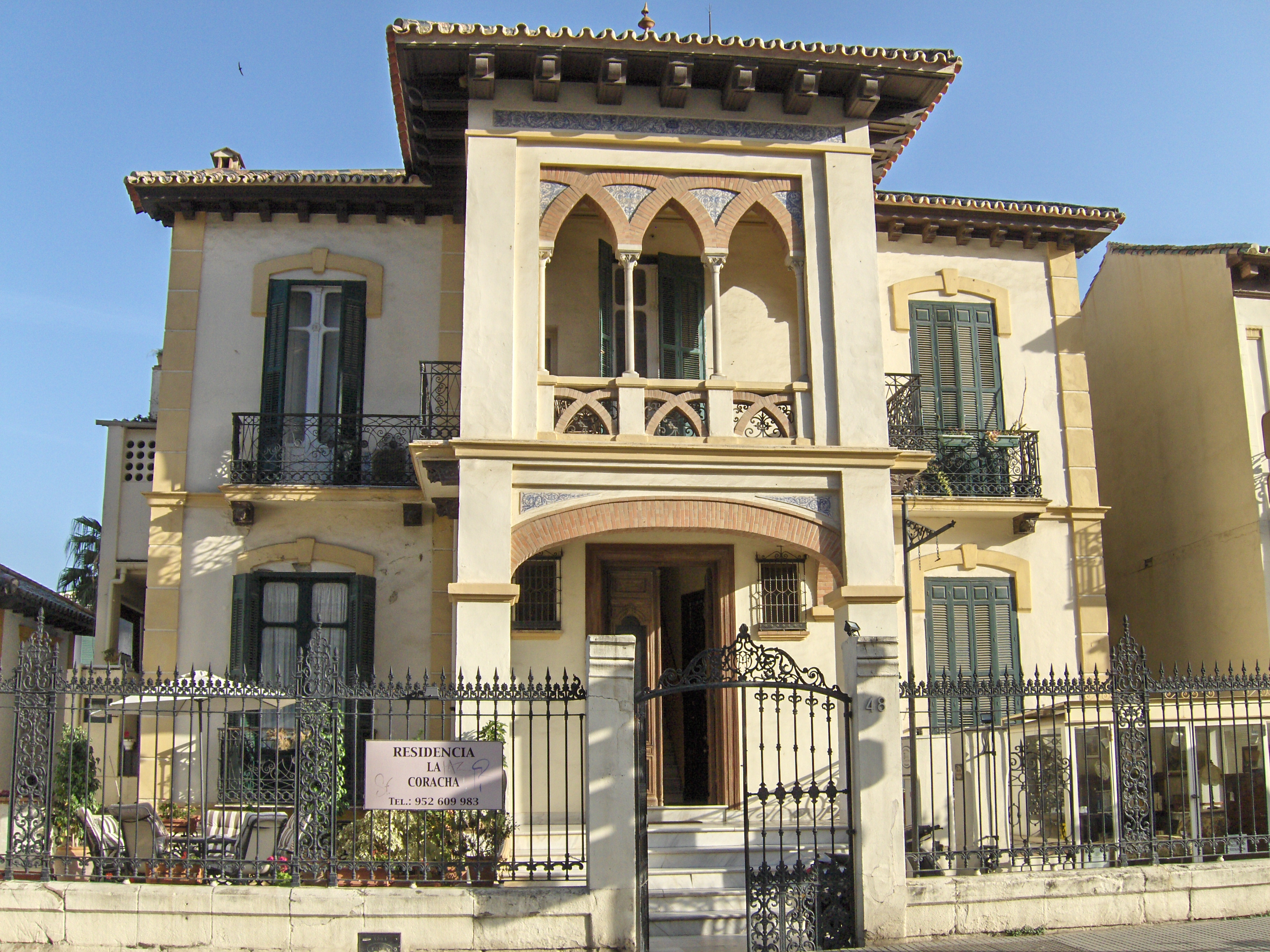
Vivienda del Paseo de Sancha 48, obra de Fernando Guerrero Strachan.

En autobús queda conectado con otras zonas de la ciudad mediante las siguientes líneas de la EMT: 
| Línea | Trayecto                                        | Recorrido | Frecuencia    |
| ----- | ----------------------------------------------- | --------- | ------------- |
| C3    | Parque Clavero                                  | Recorrido | 15 minutos    |
| 11    | Alameda Principal - El Palo                     | Recorrido | 8 minutos     |
| 32    | Alameda Principal - El Limonar                  | Recorrido | 16-18 minutos |
| 33    | Alameda Principal - Cerrado de Calderón         | Recorrido | 25-35 minutos |
| 34    | Alameda Principal - Pedregalejo (Bda. La Mosca) | Recorrido | 30-35 minutos |
| 35    | Alameda Principal - Gibralfaro                  | Recorrido | 40-50 minutos |
| N1    | Puerta Blanca - El Palo                         | Recorrido | 25 minutos    |